# Gecadanceerde dienstregeling
Een gecadanceerde dienstregeling, ook wel starre dienstregeling, of klokvaste dienstregeling (Vlaams) genoemd, is een dienstregeling die met regelmatige intervallen rijdt zodat de vertrektijden makkelijk te onthouden zijn.
Als bij een gecadanceerde uurdienst bijvoorbeeld om 10:17 van een bepaalde halte een voertuig vertrekt dan zal daar ook om 11:17, 12:17, 13:17 etc. een voertuig vertrekken. Bij een halfuurdienst wordt de cadans 10:17, 10:47, 11:17, 11:47 et cetera. Halfuurdiensten en uurdiensten komen het meest voor maar er zijn ook diensten met een 15 minuten, 20 minuten, 2 uur of 4 uur cadans.
Als de frequentie hoger is dan eens per 10 à 15 minuten dan is de dienstregelingstijd van minder belang omdat de reiziger slechts kort hoeft te wachten. Hij zal zich de moeite besparen de vertrektijden uit zijn hoofd te leren.